# Novo Selo Rok
Novo Selo Rok är en ort i Kroatien.   Den ligger i länet Međimurje, i den nordöstra delen av landet, 80 km nordost om huvudstaden Zagreb. Novo Selo Rok ligger 189 meter över havet och antalet invånare är 1 476.
Terrängen runt Novo Selo Rok är platt. Runt Novo Selo Rok är det ganska tätbefolkat, med 67 invånare per kvadratkilometer. Närmaste större samhälle är Čakovec, 5,6 km söder om Novo Selo Rok. Trakten runt Novo Selo Rok består till största delen av jordbruksmark.